# Chain
Chain (с англ. — «Цепь») — дебютный японоязычный мини-альбом второго юнита южнокорейского бой-бенд NCT 127. Альбом был выпущен 23 мая 2018 года, лейблом Avex Trax.
Альбом был выпущен в общей сложности в тринадцати изданиях: десять компакт-дисков (девять из которых были лимитированными отдельными обложками и обычным компакт-диском), два CD+DVD (один ограниченный и один обычный выпуск) и кассета ограниченного выпуска.
Альбом дебютировал на втором месте в недельном альбомном чарте Oricon с 44,832 копиями, проданными в первую неделю выпуска. Он продал в общей сложности 49,289 копий в Японии.
Это был последний альбом NCT 127 с 9 участниками, перед добавлением Чону в сентябре этого же года.

## Предпосылки и релиз
В конце 2017 года SM Entertainment объявил, что NCT 127 станет одной из двух групп вместе с Red Velvet, которые дебютируют и будут гастролировать в Японии весной 2018 года. 31 марта 2018 года было объявлено название альбома, а также обложки альбомов и список треков.

## Трек-лист
| №                   | Название                       | Текст песни                            | Музыка | Длительность |
| ------------------- | ------------------------------ | -------------------------------------- | --- | ------------ |
| 1.                  | «Dreaming»                     | Junji Ishiwatari                       | Kanata Okajima, Daniel Caesar, Ludwig Lindell                                                                     | 3:17         |
| 2.                  | «Chain»                        | MEG.ME, Taeyong, Mark                  | 250, Albin Nordqvist                                                                                              | 3:42         |
| 3.                  | «Limitless» (Japanese version) | Kenzie, Sara Sakurai                   | Kenzie, Harvey Mason Jr., Patrick "J Que" Smith, Kevin Randolph, Dewain Whitmore Jr., Andrew Hey, Brittany Burton | 4:07         |
| 4.                  | «Come Back»                    | Dasom Ryu, Eunyoung Bong, Sara Sakurai | Mike Daley, Mitchell Owens, Deez, Michael Jiminez, Tay Jasper, MZMC                                               | 3:25         |
| 5.                  | «100»                          | Akira                                  | Andrew Choi, Yunsu                                                                                                | 3:42         |
| Общая длительность: | Общая длительность:            | Общая длительность:                    | Общая длительность:                                                                                               | 18:14        |

## Чарты
| Чарты (2018)                     | Позиции в чартах |
| -------------------------------- | ---------------- |
| Japanese Albums (Oricon)         | 2                |
| Japanese Digital Albums (Oricon) | 14               |
| US World Albums (Billboard)      | 8                |